# Abschnittsbefestigung Auf dem Stocket
Die Abschnittsbefestigung Auf dem Stocket bezeichnet eine abgegangene vor- und frühgeschichtliche Abschnittsbefestigung in Spornlage auf 665 m ü. NHN im Flurbereich „Auf dem Stocket“ (auf dem Antlüßbichl) etwa 1.700 m nordwestlich der Pfarrkirche St. Martin in Obereglfing, einem Gemeindeteil der Gemeinde Eglfing im Landkreis Weilheim-Schongau in Bayern.
Die Anlage wird als Bodendenkmal unter der Aktennummer D-1-8232-0028 als „Abschnittsbefestigung vor- und frühgeschichtlicher Zeitstellung“ geführt.

## Beschreibung
Die von Südwest nach Nordost verlaufende Anlage weist eine Länge von 120 m und eine maximale Breite von 70 m auf. Sie ist in etwa viereckig. Sie liegt in einem Waldgebiet und verläuft abfallend in Richtung eines nach Nordost gerichteten Bergsporns.